# Estudio clínico
Los estudios clínicos son el primer paso para examinar los experimentos realizados para valorar la eficacia y seguridad de los fármacos. Los estudios clínicos bien concebidos y desarrollados proporcionan la evidencia científica que constituye la base de la mayor parte de las decisiones terapéuticas. Esta evidencia se complementa con los estudios de observación, en particular para evaluar los efectos adversos que escapan a la detección en los estudios clínicos creados para determinar la eficacia y que no ocurren con suficiente frecuencia o rapidez.

## Importancia biomédica
La farmacoterapia proporciona cada vez más oportunidades de prevenir y tratar enfermedades y aliviar síntomas. Sin embargo, los fármacos también ponen en peligro a los pacientes. Los principios básicos de la farmacoterapia sirven como cimiento conceptual para utilizar los fármacos con la máxima eficacia y con el menor riesgo de producir efectos adversos. Las mejores decisiones terapéuticas se toman cuando se valora a cada paciente al tiempo que se evalúa la evidencia de la eficacia y seguridad del tratamiento que se está contemplando. Es importante combinar los conocimientos de farmacocinética y farmacodinamia del medicamento con esta información del paciente para orientar el tratamiento.

## Historia
Benjamín Franklin fue el pionero en la creación de los estudios ciegos. El rey de Francia le asignó una comisión para que evaluara las aseveraciones del sanador Friedrich Anton Mesmer, quien utilizaba bastones magnéticos de hierro para curar las enfermedades. Franklin y su comisión llevaron a cabo un experimento en el cual se ocultó a los pacientes si recibían o no el tratamiento de Mesmer y observó que los efectos curativos eran independientes del contacto con los bastones magnéticos.

## Tipos de estudios
| - Estudios comparativos aleatorios - Estudio ciego - Estudio doble ciego - Estudio abierto - Estudios de observación - Estudio prospectivo de cohortes - Estudio prospectivo de casos y testigos - Estudio retrospectivo de cohortes - Estudio retrospectivo de casos y testigos |

La clave para obtener información válida en la ciencia experimental es la similitud entre el grupo testigo y el grupo problema. En los estudios clínicos, esta similitud se logra distribuyendo en forma aleatoria a los pacientes o voluntarios en el grupo testigo o el grupo problema. Este carácter aleatorio constituye el mejor método para distribuir en los grupos problema y testigo a las variables conocidas y desconocidas que pueden repercutir en el resultado. El hecho de reconocer que el estudio clínico aleatorio es el mejor método no significa que pueda utilizarse este diseño para estudiar cualquier trastorno; hay pacientes que no se pueden estudiar (por reglamentación, ética o ambas) con este diseño (p. ej., niños, fetos o algunos pacientes con enfermedades psiquiátricas) o en el caso de las enfermedades que tienen un desenlace por lo general fatal (p. ej., rabia) algunas veces es necesario recurrir a los testigos históricos.

### Estudio ciego
Otro elemento importante para la preparación del estudio es ocultar el resultado de la distribución aleatoria a las personas que participan en el estudio y a los investigadores. A esta medida se le denomina cegar o enmascarar el estudio. En las investigaciones terapéuticas, los individuos que pertenecen al grupo testigo reciben una réplica inactiva del fármaco, por ejemplo, tabletas o cápsulas con ingredientes inertes cuyo aspecto es idéntico al del fármaco activo. Esta réplica inerte se llama placebo. Cuando solo las personas participantes del estudio se encuentran “a ciegas” en cuanto al tratamiento asignado, pero los investigadores saben si se les administra el fármaco activo, el análisis se denomina estudio ciego.

### Estudio doble ciego
En el estudio doble ciego ni las personas que participan en el estudio ni los investigadores saben si se está administrando el fármaco activo. El hecho de ocultar a los investigadores quiénes reciben el medicamento elimina los sesgos en la interpretación de los resultados y en las decisiones sobre el manejo de los pacientes y, además, elimina la selectividad en el entusiasmo por el tratamiento típico que utilizan los médicos. Al eliminar este sesgo en los participantes y observadores, el estudio clínico con asignación aleatoria, doble ciego y comparativo con placebo es el que mayores probabilidades tiene de revelar la verdad sobre los efectos de un fármaco. El método doble ciego y comparativo con placebo permite evaluar los criterios de valoración subjetivos, como el dolor, que dependen en gran parte de la administración de placebos. Algunos de los ejemplos más destacados donde se observan efectos del placebo son los dolores del trabajo de parto, donde el placebo alcanza cerca de 40% del alivio que proporciona el analgésico opiáceo petidina (meperidina) con una evolución muy similar, y la angina de pecho, donde el placebo mejora los síntomas cerca de 60%. La respuesta al placebo en los pacientes con depresión es a menudo de 60 a 70% de la que se logra con un antidepresivo; como se describe más adelante, este fenómeno complica el estudio clínico de la eficacia.
Contar con un tratamiento conocido que mejora el resultado de una enfermedad proporciona una base ética para comparar un fármaco nuevo con un tratamiento establecido en lugar de hacerlo con un placebo. Cuando la finalidad es demostrar que el nuevo fármaco es tan efectivo como su comparado, el tamaño del estudio debe ser lo suficientemente grande como para tener el valor estadístico para demostrar que existe una diferencia significativa en los dos grupos, si es que existiera tal diferencia. Los estudios clínicos en los que los comparados se toman como testigos pueden ser engañosos cuando aseguran que la eficacia es igual basados en la ausencia de una diferencia estadística entre los fármacos en un estudio clínico que fue demasiado pequeño como para demostrar esta diferencia. Cuando en un estudio clínico en el que se administran fármacos comparados se examina la frecuencia relativa de efectos colaterales, también es importante que las dosis de los medicamentos tengan la misma eficacia.
Una hipótesis clara para el estudio clínico debe orientar la selección de un criterio de valoración primario, que se deberá especificar antes de iniciar el estudio. Lo ideal es que este criterio de valoración mida un resultado clínico, ya sea el resultado de una enfermedad, como prolongación de la supervivencia o reducción del infarto del miocardio, o un resultado sintomático, como alivio del dolor o mejor calidad de vida. Cuando se examina en forma prospectiva un solo criterio de valoración es más probable obtener un resultado válido.

## Criterios
La muestra de los pacientes seleccionados para el estudio clínico no siempre es representativa de la población total de pacientes con esa enfermedad que reciben el tratamiento. Por lo general, los pacientes seleccionados para un estudio clínico se eligen según la gravedad de la enfermedad y otras características (criterios de inclusión), o se excluyen por otras enfermedades concomitantes, otros tratamientos simultáneos u otras características específicas de la enfermedad misma (criterios de exclusión). Siempre es importante definir si las características clínicas del paciente corresponden a las de los pacientes incluidos en el estudio.

## Estudios de observación
Algunos efectos adversos importantes aunque poco frecuentes no se detectan en los estudios clínicos con asignación aleatoria y testigos que demuestran la eficacia del fármaco. En los estudios comparativos que constituyen la base para la aprobación de los fármacos en el mercado, el número de pacientes-años de exposición a un fármaco es pequeño en relación con la exposición una vez que el fármaco sale al mercado. Asimismo, algunos efectos adversos tienen un periodo de latencia prolongado o solo aparecen en los pacientes que fueron excluidos del estudio comparativo. Por lo tanto, se utilizan estudios no experimentales o de observación para examinar aquellos efectos adversos que se manifiestan exclusivamente al utilizar el fármaco en forma extendida y prolongada. Por ejemplo, estos estudios permitieron identificar las úlceras pépticas y la gastritis causadas por los antiinflamatorios no esteroideos y la aspirina.
La calidad de la información obtenida en los estudios de observación varía con el diseño y depende en gran parte de la selección de los testigos y la precisión de la información sobre el uso del medicamento. Para estos estudios, las bases de datos automatizadas de prescripción ofrecen una medida más o menos confiable de la exposición al fármaco. Los estudios de cohortes comparan el surgimiento de eventos en los usuarios y no usuarios del fármaco; este es el más importante de los diseños de estudios de observación. En el estudio de casos y testigos se compara la exposición al fármaco entre pacientes con un resultado adverso y el de los pacientes testigo. Los grupos testigo y problema en el estudio de observación no se seleccionan al azar, de manera que puede haber diferencias desconocidas entre los grupos que definen el resultado independientemente del uso del fármaco. Las limitaciones de los estudios de observación reducen su validez en relación con la de los estudios comparativos y con asignación aleatoria.
Sin embargo, la función de los estudios de observación es despertar interrogantes y plantear hipótesis sobre las reacciones adversas. Empero, cuando no es posible comprobar estas hipótesis en un estudio clínico comparativo, la posibilidad de repetir los hallazgos de los estudios de observación formará la base de las decisiones clínicas.